# Avena de Castro
Heitor Avena de Castro (Rio de Janeiro,  7 de dezembro de 1919 — Brasília, 11 de julho de 1981) foi um citarista e compositor de música popular brasileira. Ao longo de sua carreira, fez amizade com músicos importantes como Jacob do Bandolim e Waldir Azevedo, tendo realizado gravações com ambos. Entre os anos 60 e 70, envolveu-se com a cena musical brasiliense, tendo participado do Clube do Choro formado na capital federal.
O músico cometeu suicídio atirando-se da janela do quarto de hospital onde estava internado em Brasília.

## Discografia
- Naquele tempo
- Sonho e fantasia
- De Castro toca e você dança
- Avena de Castro relembra Jacob Bittencourt
- Luar de Paquetá/Despertar da montanha
- Uma cítara no samba